# Simona Șomăcescu
Simona Șomăcescu (n. 26 aprilie 1969, București) este balerină, coregraf și profesor de origine română.

## Biografie
A absolvit Liceul de Artă George Enescu, Secția Coregrafie (1987). Este Licențiată în Arte (2002), Doctor în Teatru (2008) și predă la Universitatea Națională de Artă Teatrală și Cinematografică I.L.Caragiale București. A fost Director Artistic al Baletului (2009-2011), coregraf (2009-2010) și Prim-balerină (1988-2003) a Operei Naționale București.

## Roluri interpretate
Odette, Odile din "Lacul lebedelor"; Giselle din "Giselle"; Kitri din "Don Quijotte"; Nikia din "Bayadera"; Clara/Mașa mică din "Spărgătorul de nuci"; Medora din "Corsarul"; Anna Karenina din "Anna Karenina"; Julieta din "Romeo și Julieta"; Isolda din "Tristan și Isolda"; Chloé din "Daphnis și Chloé"; Astarteea din "Manfred"; Katarina din "Femeia Îndărătnică"; Ea din "Carmina Burana"; Chiva din "La piață"; Mama Asse din "Peer Gynt"; Primăvara din "Anotimpuri"; Pasărea albastră din "Frumoasa din pădurea adormită"; Helena din "Visul unei nopți de vară"; Fanny Cerrito din "Pas de quatre"; Frumoasa Elena din "Faust".

## Coregrafii
- O zi prea lungă (2004)
- Cuvântul nerostit(2004)
- Studiu subiectiv (2006)
- Arald (2009)
- Hansel și Grethel (2009)

## Filmografie
- Coroana de foc (1990), film artistic, regia Sergiu Nicolaescu
- Surâsul lebedei (1997), documentar artistic, regia Gabriela Albu, Tele 7abc
- O clipă de adevăr[3] (1999), documentar artistic, regia Silvia Ciucurașu, TVR 1
- Visul balerinei (2002), documentar artistic, regia Gabriela Nuță, TVR 1, Premiul APTR

## Premii
- Premiul Publicului la Concursul Internațional de Balet de la Helsinki din Finlanda (1991)
- Mențiune la Concursul Internațional de Balet de la Jackson din SUA (1994)
- Personalitatea Teatrală a Anului, desemnată de către presa scrisă din România (1998)
- Ordinul Național Meritul Cultural în Grad de Cavaler categoria D - „Arta Spectacolului”, conferit de către Președintele României (2004)[4]
- Diplomă de Excelență pentru Întreaga Activitate Depusă în Slujba Dezvoltării Vieții Artistice și Muzicale din România, conferită de către Opera Națională București (2006)
- Premiul de Excelență pentru Pregătirea Celei Mai Bune Eleve din Concurs, decernat de către Institutul Cultural Român în cadrul Olimpiadei Naționale de Coregrafie (2009)
- Diplomă de Excelență pentru Întreaga Activitate Dedicată Teatrului Liric, conferită de către Opera Națională București (2011)
- Premiul pentru Promovarea Artei Coregrafice, decernat de către revista Actualitatea Muzicală, editată de Uniunea Compozitorilor și Muzicologilor din România (2012)